# Etienne Green
Etienne Green (* 19. Juli 2000 in Colchester) ist ein englisch-französischer Fußballspieler, der aktuell beim FC Burnley unter Vertrag steht.

## Karriere

### Verein
Green, Sohn einer französischen Mutter und eines englischen Vaters, wurde in Colchester geboren und zog im Alter von vier Jahren mit seinen Eltern nach Frankreich. Er begann seine fußballerische Ausbildung bei der ES Veauche, wo er von 2006 bis 2009 spielte. Anschließend spielte er bei der AS Saint-Étienne. In der Saison 2019/20 spielte Green bereits zweimal bei der zweiten Mannschaft in der National 2. Nach dem Abstieg in die National 3 kam er noch einmal 2020/21 für die Zweitmannschaft zum Einsatz. Am 4. April 2021 (31. Spieltag) debütierte Green bei einem 2:0-Sieg über Olympique Nîmes in der Ligue 1, als er über 90 Minuten zwischen den Pfosten stand. Insgesamt spielte er 2020/21 achtmal, wobei er dreimal zu null spielte.
Im August 2024 wechselte Green zum englischen Zweitligisten FC Burnley. Dort fungierte er als dritter Torhüter und stieg mit der Mannschaft im Sommer 2025 in die Premier League auf, ohne dabei während der Saison selbst zum Einsatz gekommen zu sein.

### Nationalmannschaft
Im Mai 2021 stand Green im Kader der U21-Nationalmannschaft Frankreichs bei der EM-Finalrunde. Er wurde für Frankreichs Juniorennationalmannschaften aber nie eingesetzt. Green entschied sich später, für England zu spielen, und bestritt im Herbst 2021 daraufhin zwei Länderspiele mit der U21 Englands.